# Kaeveria
Kaeveria es un género de foraminífero bentónico de la subfamilia Pernerininae, de la familia Ataxophragmiidae, de la superfamilia Ataxophragmioidea, del suborden Ataxophragmiina y del orden Loftusiida. Su especie tipo es Palaeolituonella fluegeli. Su rango cronoestratigráfico abarca desde el Noriense hasta el Rhaetiense (Triásico superior).

## Discusión
Clasificaciones previas incluían Kaeveria en el suborden Textulariina del orden Textulariida o en el orden Lituolida.

## Clasificación
Kaeveria incluye a las siguientes especies:
- Kaeveria fluegeli